# Breda M31
La Breda M31 fue una ametralladora pesada italiana de la Segunda Guerra Mundial, producida por la Società Italiana Ernesto Breda per Costruzioni Meccaniche.

## Historia
El arma es la versión fabricada bajo licencia de la ametralladora pesada francesa Hotchkiss 13,2 mm. La Breda M31 fue la ametralladora pesada de la Regia Marina durante la Segunda Guerra Mundial. A fines de la década de 1920, la Breda compró la licencia de fabricación en 1929, pero su puesta a punto se prolongó hasta 1931, cuando fue oficialmente adoptada para su empleo a bordo de los buques y trenes blindados de la Regia Marina. Un arma fiable y de buen desempeño,[cita requerida] fue reemplazada por el cañón automático Breda M35. Fue instalada por la Ansaldo a bordo de las tanquetas CV 33 vendidas a Brasil. Sirvió en el Regio Esercito como armamento principal de los tanques de mando.

## Descripción
La Breda M31 es un arma automática con recarga accionada por los gases del disparo, con un cañón de 75,6 calibres. Dispara a cerrojo abierto y es enfriada por aire, mediante una serie de aletas dispuestas a lo largo del cañón. Es alimentada mediante cargadores curvos de 30 balas, que al estar vacíos pesan 1,46 kg.
La Regia Marina la empleaba a bordo de todos sus navíos montada sobre afustes simples o baterías dobles. El afuste simple tenía una horquilla que iba sobre un trípode de 87 kg, que era instalado a bordo de las lanchas MAS. Las baterías dobles eran de dos tipos: en los buques se empleaba un mecanismo de puntería común, operado por un solo apuntador con el punto de mira situado a la derecha de la boca del cañón; este tipo de batería fue parcialmente reemplazado desde 1936 por baterías dobles que montaban el cañón automático Breda M35. En los submarinos se empleaba una batería doble especial, que iba plegada dentro de un compartimiento estanco cuando el submarino navegaba sumergido.
La versión terrestre era el armamento principal de los tanques de mando M14/41 y M15/42, así como del prototipo del transporte blindado de personal Ansaldo L40, montada en un afuste hemisférico de su casamata.
La Breda M31 fue destinada para ofrecer defensa antiaérea a corto alcance, pero al igual que sus contrapartes de otros países, estas ametralladoras demostraron ser incapaces de defenderse ante ataques de aviones torpederos a baja altitud o de bombarderos pesados, porque sus balas eran demasiado ligeras y tenían poco alcance.